# Micrasterias rotata
Micrasterias rotata là một loài song tinh tảo trong họ Desmidiaceae, thuộc chi Micrasterias.